# レポラーノ
レポラーノ（イタリア語: Leporano）は、イタリア共和国プッリャ州ターラント県にある人口約8,100人の基礎自治体（コムーネ）。

## 地理

### 位置・広がり

#### 隣接コムーネ
- プルサーノ
- ターラント

## 行政

### 分離集落
レポラーノには以下の分離集落（フラツィオーネ）がある。
- Marina di Leporano, Gandoli, Saturo

## 人物

### 著名な出身者
- エミディオ・グレコ - 20-21世紀の映画監督・脚本家。
- コジモ・ダミアーノ・ランツァ - ピアニスト・作曲家。